# خدنگ‌نمای دم‌قهوه‌ای
خدنگ‌نمای دم‌قهوه‌ای (نام علمی: Salanoia concolor) نام یک گونه از سرده خدنگ‌نماها است.